# Hellandite-(Y)
La hellandite-(Y) è un minerale appartenente al gruppo dell'hellandite.